# Отем Хэйз
Отем Хэйз (англ. Autumn Haze, род. 25 марта 1976, Литл-Рок) — американская порноаткриса и эротическая модель, лауреатка премии AVN Awards.

## Биография
Родилась 25 марта 1976 года в Арканзасе. В порноиндустрии дебютировала в 1996 году, в возрасте около 20 лет. Первый фильм, в котором снялась — Pregnant Babes 9 компании AVS.
Снималась для таких студий, как 4-Play Video, Adam & Eve, Anabolic Video, Devil’s Film, Extreme Associates, Hustler Video, VCA, Metro и других. В титрах некоторых фильмах указана как Черри Долл (Cherri Doll). Снималась вместе с такими звёздами, как Аврора Сноу, Оливия Сэйнт, Вики Ветте и многие другие.
В 2003 году получила AVN Awards в категории «самая скандальная сцена секса» за фильм Autumn Haze vs. Son of Dong (2002).
Ушла из индустрии в 2009 году, снявшись более чем в 140 фильмах.

## Личная жизнь
Состоит в браке, имеет двоих детей.

## Награды и номинации
- 2003 AVN Awards — самая скандальная сцена секса — Autumn Haze vs. Son of Dong

## Избранная фильмография
- GooeyBuns Sineplex 2000
- Skeeter Kerkove’s Teen Patrol
- Grrl Power! 3 (2001)
- Cum Swapping Sluts #1
- Pure Filth (2005)
- Tight End Talent (2005)
- Unreal Sex (2005)
- Cum Tasters (2004)
- Droppin' Loads 3 (2004)
- A Girl’s Affair 67 (2004)
- Sitting Pretty (2004)
- Totally Fucked (2004)
- Anal Assault 3 (2003)
- Bark Like a Dog (2003)
- Cockless 26 (2003)
- Extreme Penetrations 3 (2003)
- Gooey Buns 1 (2003)
- Lot Lizards (2003)
- Naked Hollywood 20 (2003)
- Pillow Talk (2003)
- Strapped (2003)
- Stuck on You (2003)
- Throat Bangers 2 (2003)
- The West Coast Gangbang Team 3 (2003)
- We Swallow 2 (2003)
- Gang Bang, Vol. 1 (2002)
- Black Dicks in White Chicks 2 (2002)
- Cum Swapping Sluts (2002)
- Cunt Hunt (2002)
- Autumn Haze vs. Son of Dong (2002)
- Bang My White Tight Ass (2002)
- Cum Dumpsters (2002)
- Different Worlds (2002)
- Fast Times at Deep Crack High 8 (2002)
- Gag Factor 8 (2002)

- Naughty Little Nymphos 9 (2002)
- Pink Eye (2002)
- Trailer Trash Nurses 6 (2002)
- V-Eight 6 (2002)
- White Trash Whore 25 (2002)
- Young and Anal 25 (2002)
- Caveman Humping (2001)
- Anal Addicts 2 (2001)
- Cockless 4 (2001)
- Cockless 5 (2001)
- Extreme Teen 16 (2001)
- Fuckumentary 4 (2001)
- Gang Bang Slut 6 (2001)
- Grrl Power! 3 (2001)
- Jail Babes 19 (2001)
- She Squirts 9 (2001)
- Coed Cocksuckers 21 (2000)
- Gangland 17 (2000)
- All Natural 6 (2000)
- Anal University 7 (2000)
- Asses Galore 11 (2000)
- Creating Nicole (2000)
- Hot Bods and Tail Pipe #16 (2000)
- Pussyman’s Decadent Divas 8 (2000)
- Sleazy Riders (2000)
- Torrid Tramps (2000)
- Traces of Love (2000)
- Nasty Nymphos 25 (1999)
- North Pole #9 (1999)
- Rough Sex 1 (1999)
- Caution: Your Azz Is in Danger 3 (2002)
- Butts Sluts 7 (2001)
- Fuck Pigs 3 (1999)